# سيدونيوس أبوليناريس
كايوس سوليوس أبوليناريس سيدونيوس (بالإنجليزية: Caius Sollius Apollinaris Sidonius)‏ (ولد حوالي 430 وتوفي 487 أو 488)، هو كاتب وأسقف مسيحي. ولد في ليون حوالي العام 430 م. وهو يعود إلى عائلة نبيلة، وتعلم تحت أفضل الأساتذة، وبرع في الشعر والأدب. تزوج (حوالي 452) من بابيانيلا ابنة أفيتوس الذي كان قنصلا وأصبح بعد ذلك إمبراطورا. لكن في سنة 457 قام الإمبراطور مايوريانوس بعزل أفيتوس من الإمبراطورية واحتل مدينة ليون، وسقط أبولوناريس في يد العدو. لكن سمعة أبوليناريس كعالم جعلت مايوريانوس يعامل أسيره بكل احترام. بالمقابل أعد أبولوناريس مديحا في شرفه (كما فعل سابقا مع أفيتوس)، فبنى له الإمبراطور تمثالا في روما ومنحه لقب كونت. وفي عام 467 كافأه الإمبراطور أنثيميوس عن المدح الذي كتب تكريما له بأن رقاه إلى مركز بريفيكتوس (حاكم) روما، وبعد ذلك إلى مركز أرستقراطي وسيناتور. في 472 اختير خلفا إيبارخيوس في أسقفية أفيرنا (كليرمونت)، وكان يدين بهذا لبراعته في السياسة أكثر من اللاهوت. وعند احتلال تلك المدينة من قبل القوط في عام 474 تم سجنه، وكان قد لعب دورا فعالا في الدفاع عن المدينة؛ لكنه أعيد بعد ذلك من قبل يوريك ملك القوط، وواصل حكم أسقفيته كما في السابق. مات في الفترة بين عامي 487 و488.
من أعماله الموجودة المدائح Panegyrics عن الأباطرة المختلفين (الذي استقى فيها بشكل كبير من ستاتيوس وأوسونيوس وكلوديان)؛ وتسعة من كتب الرسائل والقصائد، التي تكمن قيمتها الرئيسية في الضوء الذي تلقيه على التاريخ السياسي والأدبي للقرن الخامس. وتظهر الرسائل، التي كان يظهر عليها التكلف الشديد، أن أبولوناريس كان شخصا لين العريكة ومولعا بالعيش الطيب والمسرات. أفضل طبعة موجودة في كتاب الآثار التاريخية الألمانية Monumenta Germaniae Historica (برلين، 1887)، التي تعطي مسحا للمخطوطات.

## روابط خارجية
- سيدونيوس أبوليناريس على موقع الموسوعة البريطانية (الإنجليزية)